# معرض 16 يوليو
معرض 16 يوليو هو معرض شعبي في مدينة إل ألتو في بوليفيا. يتميز المعرض بأنه أحد أكبر المعارض في بوليفيا وأمريكا اللاتينية.

## ملامح
معرض 16 يوليو هو مساحة تجارية واجتماعية وثقافية في يومي الخميس والأحد أسبوعيًّا، ويأخذ المعرض حيزه في شوارع المدينة الشرقية، وتحديداً في منطقة 16 يوليو، المتاخمة لمدينة لاباز. في حوالي 100 مبنى، يتم إنشاء مساحات بيع ذات خصائص مختلفة ومتنوعة؛ من مساحات المبيعات على الرصيف إلى المتاجر والمعارض المجمعة في المباني التي تفتح أبوابها هذه الأيام. المعرض مقسم إلى قطاعات في الشوارع والساحات، أنواع مختلفة رؤيتها هُناك:
- الملابس المستعملة
- منظر للمعرض في القطاع الحدودي بين لاباز وإل ألتو ، ويدعى لا ريل. الخشب
- أدوات البناء
- أشياء جديدة ومستعملة
- قطع غيار السيارات المستعملة
- المركبات
- الوجبات السريعة
- الطعام التقليدي
- الحرف
- تحف [3]
- أثاث جديد ومستعمل
- المنتجات الزراعية
- حيوانات أليفة [4]
- تربية الحيوانات
- المنسوجات اليدوية
- المنسوجات الصناعية

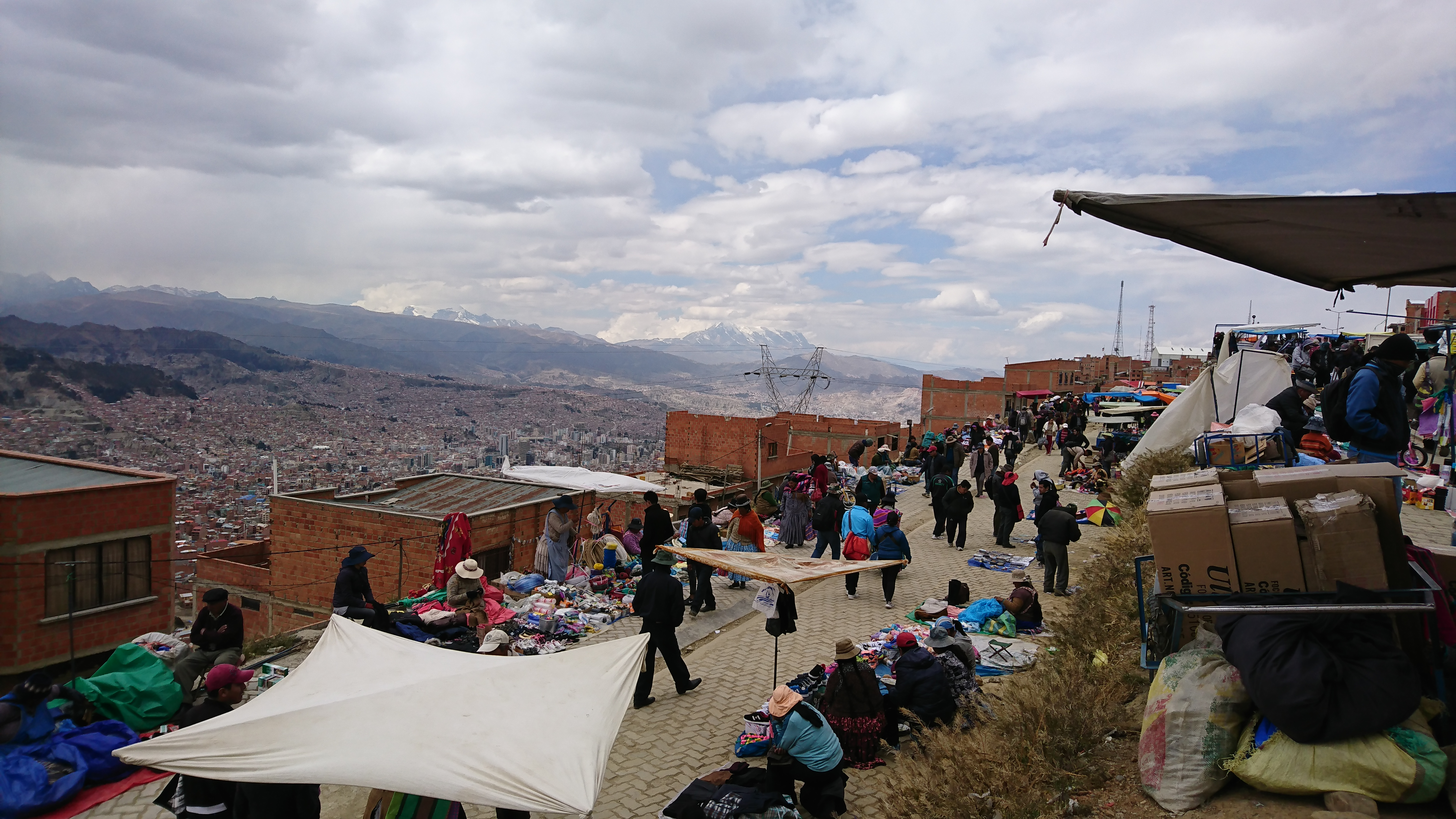
منظر للمعرض في القطاع الحدودي بين لاباز وإل ألتو ، ويدعى لا ريل.

- مواد الوسائط المتعددة الأصلية ونسخ غير مصرح بها
- كتب [5] ، مجلات وكتيبات.

## أهمية اقتصادية
تشير التقديرات إلى أن المعاملات الاقتصادية التي تحدث في معرض 16 يوليو تبلغ حوالي 2,000,000 دولار أمريكي في الأسبوع، أي ما يعادل 150.000.000 بالعملة المحلية. هذا الحساب الذي أجري في عام 2018 م يربط ما لا يقل عن 11000 شخص بالمعاملات التجارية في المعرض، وهو تقدير سابق تم إجراؤه عام 2017، وقدر حركة اقتصادية قدرها 160.000.000. يجري في المعرض، بالإضافة للحركة الاقتصادية المتعلقة بالمعاملات التجارية، بتوليد مبالغ كبيرة من المال لخزائن حكومة بلدية ألتو المستقلة ذاتياً مقابل رسوم الاستخدام المؤقت للمساحة الخاصة بالسوق، وهذه الرسوم، في عام 2012، قدرت بحوالي 200,000 بالعملة المحلية.
في المعرض، طُوِّرت أنشطة تجارية مختلفة، وقد عزز امتدادها وجود تجارات جديدة في جميع أنحاء المعرض مثل: بيع المرطبات والمراحيض العامة والوجبات السريعة ومواد الحماية وخدمات نقل البضائع في العربات أو الأجهزة وحتى بيع خرائط المعرض نفسه.

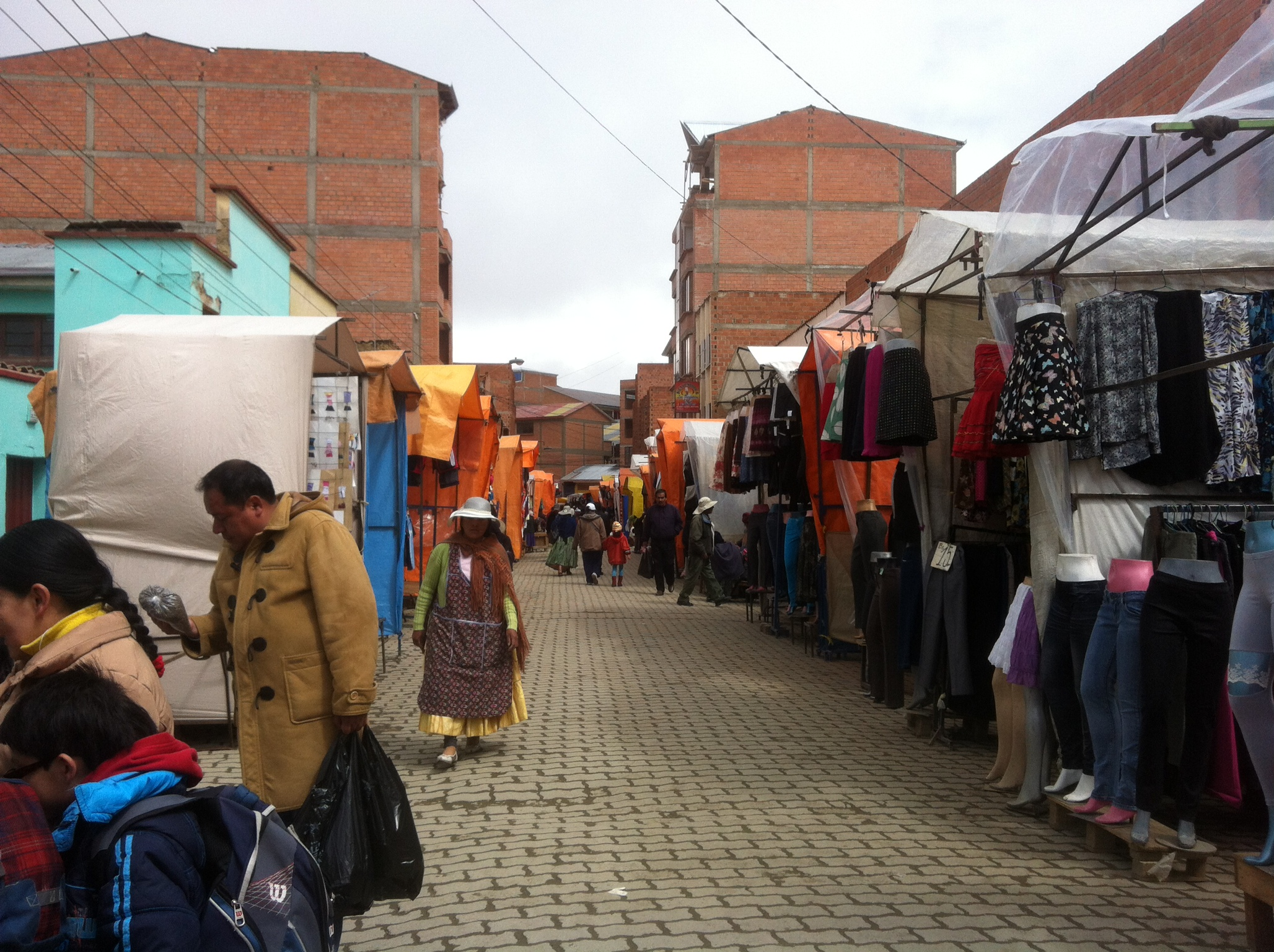
أحد الشوارع في المنطقة في 16 يوليو في يوم معرض.

## أهمية ثقافية
يلاحظ عالم الاجتماع سيمون يامبارا أن المعرض كونه خاص بشعب أيمارا الحضريين أو الريفيين له خصائص ثقافية خاصة.:

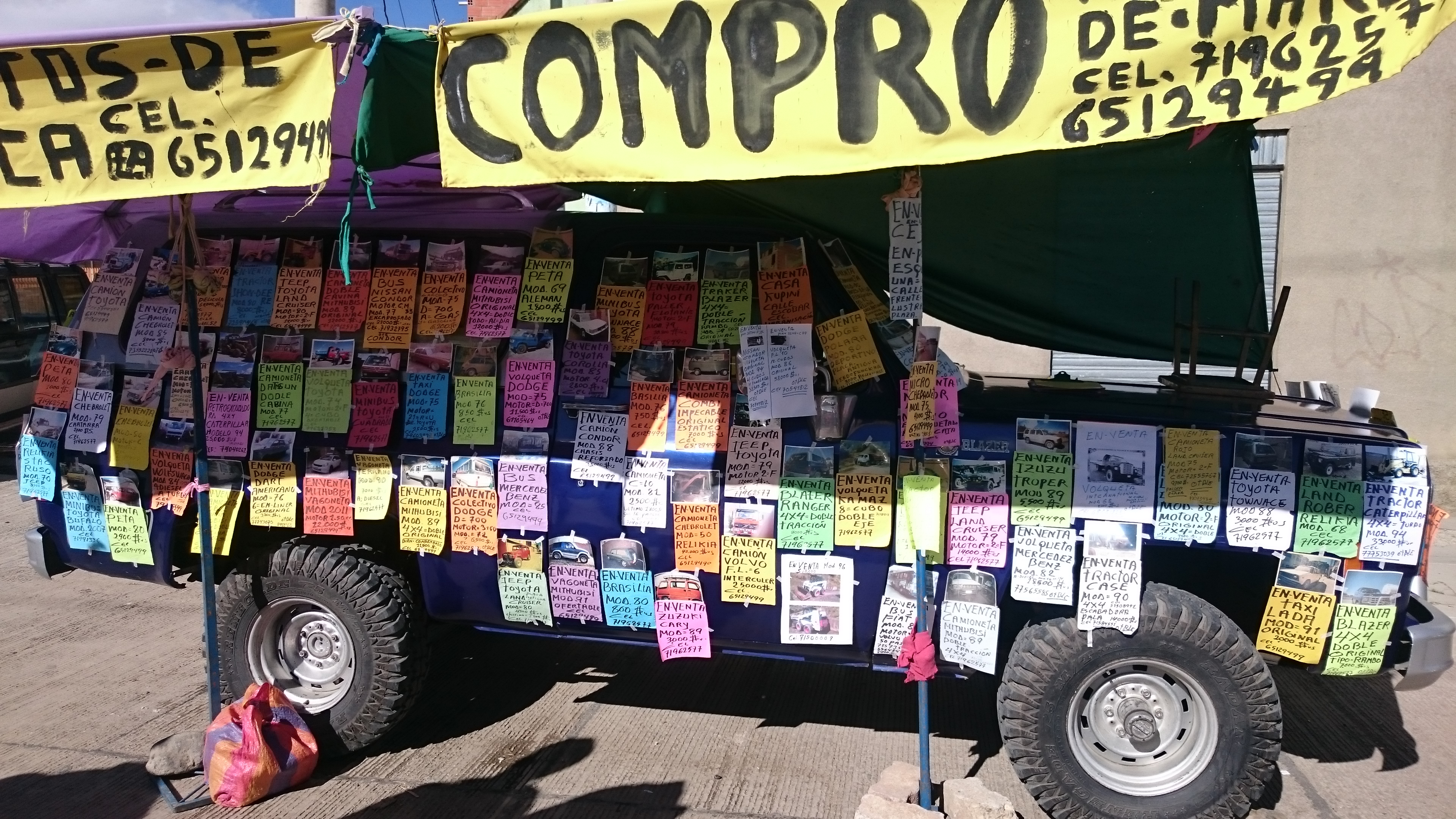
إعلانات للبيع والشراء في المعرض.

## الشخصيات
عضوة المجلس ريفكا كروز، رئيس المجلس البلدي لمدينة إل ألتو، هي صاحبة مساحة مبيعات في المعرض تساعدها ماديا في فترات الراحة من عملها في البلدية.، والمحررة وبائعة الكتب أليكسيس أرغيلو هي مشتر منتظم في المعرض 

## سياحة
في عام 2015، نفذت الحكومة البلدية لمدينة إل ألتو طريق جاتشا خاتو أونتا السياحي الذي يترجم من لغة الإيمارا بمعنى: تعال إلى المعرض الكبير.